# Duke Nukem 3D
Duke Nukem 3D е екшън от първо лице компютърна игра разработена от 3D Realms и публикувана от Apogee Software. Издадена е на 29 януари 1996.
В Duke Nukem 3D се развиват приключенията на Дюк Нюкъм, герой който преди това се появява в игрите Duke Nukem, Duke Nukem II и Duke Nukem Manhattan Project, които също са публикувани от Apogee. Дюк е озвучен от Джон Ст. Джон.

## Резюме
„Кръвожадни извънземни са се приземили във футуристичен Лос Анджелис и внезапно хората са се оказали на първо място в списъка на застрашените видове. Залогът е милион към едно, точно начинът който Дюк харесва!“
В ролята на Дюк Нюкъм, играчът трябва да премине през 28 нива разделени на три епизода. (По-късно допълнителен комерсиален пакет, наречен The Plutonium Pak, добавя четвърти епизод с 11 допълнителни нива, някои нови врагове и едно ново оръжие – модификация на оръжието Смалител (Shrinker), което сега има обратния ефект, надува врага докато се пръсне.) Както обичайно за екшън от първо лице, играчът се сблъсква с множество различни врагове, и може да ги атакува с богат арсенал от оръжия. Наред с избиването на извънземни с цел да се освободи Земята, играчът също трябва да решава дребни логически задачи за да продължи напред през нивата. Някои от задачите позволяват достъп до допълнителни скрити нива.
Действието в Duke Nukem 3D се развива „някъде в началото на 21 век“.

### Дизайн на нивата
Нивата на Duke Nukem 3D превеждат играча през улични сцени, военни бази, пустини, наводнени градове, космически станции, лунни бази и дори японски вили. Също така нивата са изградени по силно нелинеен начин, така, че играчът може да преминава през вентилационни шахти, задни врати и канализации за да избягва врагове или за да открива тайни места, което също прави нивата подходящи за мрежова игра.
На много места има най-разнообразни предмети с които играчът може да взаимодейства (включително ключове за осветление, тоалетни, писоари, билярдни маси, аркадни игри, камери и монитори за видеонаблюдение и стриптизьорки).

### Оръжия
В играта са включени множество смъртоносни оръжия, някои от които все още са уникални. Те варират от „Мощния Ритник“ на Дюк, основна техника за близък бой, до пистолети, картечница на Норденфелт, гранати, РПГ, замразяващи и смаляващи лъчи и бомби с лазерно задействане.

### Екипировка
Отделно от оръжията, инвентарът на Нюкъм също включва поредица от предмети които могат да бъдат намирани по време на играта. Портативна аптечка позволява на играча да се лекува когато пожелае. Стероидите ускоряват движението на играча и спомагат за транзитно преминаване през вражески територии и също така служат като средство за обръщане на ефекта от смаляващия лъч. Очилата за нощно виждане позволяват на играча да вижда враговете в тъмното. Устройството „ХолоДюк“ проектира холограма на Дюк, която може да се използва за заблуда на противника. Защитните ботуши позволяват на играча да преминава през опасни горещи или токсични терени. Където се налага да се плува, акваланг (наречен „scuba gear“) позволява на играча да издържа повече време под водата. Може би най-забележителна е летящата раница – джет пак (запазена марка на Дюк), която позволява на играча да лети, като по този начин може да достига скрити места, оръжия и предмети.

### Чудовища
В играта е представено богато разнообразие от чудовища, някои от които са извънземни, други са мутирали хора (служителите на полицейската служба на Лос Анджелис (на английски: Los Angeles Police Department (LAPD)) са превърнати в „Прасета-Ченгета“ (игра на думи с „прасе“ (на английски: pig) – унизително название за полицейски служител), които имат надписи „LARD“ (на български: свинска мас) извезани на униформите им).
Както е обичайно за екшъните от първо лице, Нюкъм се сблъсква с голям брой по-слаби противници, и по-малък брой босове (обикновено в края на епизода). Както и Дюк, тези врагове разполагат с доста оръжия и екипировка (някои от слабите противници имат летящи раници).
Един вид от враговете – протозоидният плужек има особен вид атака – когато се доближи до играча се залепва на лицето му (има вид на голямо зелено слузесто желе със зъбата уста) и закривайки видимия екран, започва да яде от здравето на Дюк (много наподобява паразита залепващ се на лицето от филма Пришълецът (Alien)). Те са доста слаби и се убиват с един-единствен изстрел, но могат да нанесат много сериозни поражения и трябва да се елиминират колкото се може по-бързо.

### Мрежова игра
Duke Nukem 3D поддържа мрежова игра. През 1996 по време на издаването му, Интернет базираните игри тъкмо са навлизали. Duke Nukem 3D не е поддържал TCP/IP клиент-сървър модела, но вместо това мрежовата игра е била базиран на IPX LAN, модем или сериен кабел. Duke Nukem 3D играчите често са се свързвали или модем към модем, използвайки струващото $20.00 IPX мрежово приложение Kali или платената услуга за онлайн игри Total Entertainment Network (TEN). Приложението Kali е позволявало на потребителите да се свързват в чат стая, да създават и да се присъединяват към игри. Total Entertainment Network поддържа стотици играчи он-лайн по всяко време, но играчите трябвало да плащат месечна такса за това (първоначално $5.00, и постепенно увеличена до $20.00). По-късно други клиентски приложения се появили включително Gaming Zone (безплатно) на Microsoft, Heat и iC (безплатно). През 2004 редактирани версии или портове позволяват мрежова игра чрез клиенти като DukesterX и Dukocnnector през 2006.
Собствените нива на играта често са използвани за бойни полета, а също така и потребителите могат да създава техни собствени нива (или карти). Поддържа се също и кооперативна игра, където играчите могат да изпълняват стандартните мисии заедно.
С версията Atomic се въвежда още един нов режим на игра: Duke Tag, който представлява стил Capture the flag.

## Технология
Графичният енджин на Duke Nukem 3D е бил еволюционна стъпка напред в сравнение с енджина на Doom. Въпреки че нивата все още били дефинирани като двуизмерни карти, възможностите на Build енджина на Кен Силвърман позволявали изграждането на доста по-сложни нива отколкото при Doom. Най-забележителното е, че играта поддържа диагонални наклони на подовете, което не било възможно да се постигне със стила за изграждане на нива изцяло „отгоре-надолу“ използван в тогавашните енджини. Също се поддържа вертикално прицелване с мишката (въпреки че прицелването нагоре и надолу изкривява изображението поради липса на перспективна корекция), което по късно става стандарт за екшъните от първо лице.
Докато отварянето и затварянето на вратите в Doom било ограничено само до плъзгане нагоре и надолу, Build енджинът представя врати и стени които могат да се движат и настрани. Енджинът на Doom обикновено движел само по една платформа като резултат от някакви действия на играча, докато скриптовата система на Build позволява цяла поредица от плъзгащи и местещи движения, синхронизирани със звукови ефекти, с цел да се пресъздадат срутващи се сгради, земетресения и стени, които се разпадат на парчета, когато са засегнати от експлозия. Един от най-напредничавите ефекти, които далеч надхвърлят ограниченията на енджина на Doom е хоризонталната плъзгаща се платформа, която може да придвижва играча и с помощта, на която са създадени подземни вагони движещи се по трасе затворено в кръг.
Всъщност енджина на Doom не е напълно триизмерен – по-скоро се смята за 2,5-измерен. Този 2,5-измерен дизайн ограничава Doom до сравнително прости карти без припокриване, което прави невъзможно създаването на открити мостове или балкони, където играчът може да минава отгоре и отдолу. В Doom, само опростена подвижна платформа, издигаща се пред играча може да му позволи да пресича път, по който е вървял по-рано.
Build енджинът решава този проблем като позволява множество пресичащи се пътища да преминават през едно и също двуизмерно пространство. Решението се състои в това, че докато играчът се намира в едно от тези пространства, другите пространства не се показват и така 2,5-измерният енджин няма проблеми да изобразява едното или другото пространство, въпреки че по данните на картата буквално изглежда, че двете области заемат едно и също пространство. Някои карти на Duke Nukem 3D се възползват от това свойство на енджина за да създадат ексцентрични и неестествени карти, където множество огромни стаи изглежда, че заемат едно и също място в пространството. В частност, едно от скритите нива („Lunatic Fringe“ от епизод 2, Лунен Апокалипсис) има карта, където играчът може да измине 720 градуса в кръг без да пресече пътя си. Това би било много по-трудно да се пресъздаде със съвременните енджини и редактори на карти, които са напълно триизмерни.
За да се реши проблема с липсата на балкони или мостове, където играчът може да преминава отгоре и отдолу, се използват специални обекти, които всъщност не са част от плоския двуизмерен дизайн на картата. Вместо това е са специален тип декоративни спрайтове вмъкнати в пространството, подобно на камерите, саксиите, лампите и т.н. Този специален спрайт, позволява на играча да преминава под и над обекта, като че ли е част от света, за да се създаде илюзията за истинско триизмерно пространство. Тези специални обекти, обаче имат силно ограничена форма, обикновено идеален квадрат без наклонени повърхности, като това силно стеснява приложението им до обикновени мостове, балкони или издадени правоъгълни вентилационни шахти.

## Противоречия
Играта е била силно атакувана от някои критици, които неоснователно твърдят, че тя подстрекава към порнография и убийства. От Media Watch дават следния коментар за играта.
Джордж Брусард – президента на 3D Realms, защитава играта. В Duke Nukem 3D няма система за „бонус точки“; дори неволна стрелба по невинни понякога се наказва с внезапна яростна вражеска атака.
След случай на стрелба в кино салон в Бразилия, играта Duke Nukem 3D е забранена в същата държава както и игрите Quake, Doom и още няколко екшъна от първо лице включващи насилие. Неоснователно се твърди, че случаят в Бразилия е вдъхновен от уводното ниво на Duke Nukem 3D – „Hollywood Holocaust“ (епизод 1, мисия 1), където битката с извънземните се развива в кино салон. Въпреки тази забрана, Duke Nukem 3D по-късно е издадена в компютърно списание и други заглавия като Quake и Doom все още свободно се продават в Бразилия.
Като отговор на посрещнатата критика, в някои страни са издадени цензурирани версии на играта за да се избегне цялостна забрана. В Австралия играта първоначално не е била допусната. 3D Realms преконфигурират играта като добавят родителски надзор, въпреки че на уебсайта на 3D Realms има конфигурационен пакет, който позволява на потребителя да върне играта в оригиналната и версия. След това Службата за Класификация на Филми и Литература (на английски: Office of Film and Literature Classification (OFLC)) се опитва да изтегли играта от пазара, но се установява, че дистрибуторите са я осведомили за този факт и оценката не може да се смени. Шест месеца по-късно, играта е прекласифицирана и издадена в нецензурирания си вид, като получава оценка MA15+.
В Германия, Федералният Департамент по Вредно за Младите Съдържание (на немски: Bundesprufstelle fur jugendgefahrdende Medien (BPjM)) поставя играта в Списъка с Вредно за Младите Съдържание.

## Добавки

### Plutonium PAK/Atomic Edition
През ноември 1996 е издаден допълнителен пакет към Duke Nukem 3D наречен Atomic Edition, който съдържа оригиналните три епизода както и нов четвърти епизод с 11 нива. Издаден е и ъпгрейд, наречен Plutonium PAK, който трябва да превърне оригиналният Duke Nukem 3D (v1.3d) в Atomic Edition (v1.4, по-късно конфигурирана като v1.5).
Представени са три нови типа врагове: Пришълец Защитник (Protector Drone), Прасе-ченге в танк (Pig Cop Tank) и нов бос наречен Кралицата (The Queen). Добавено е и ново оръжие – Микровълнов Разширител.
Има някои подобрения на скриптовия език на играта, които позволяват на активната мод общност да създава нови врагове и предмети без да припокрива вече съществуващите.
Ексклузивна черта на Atomic Edition е наличието на компютърно управлявани ботове за симулирана мрежова игра, които могат да бъдат стартирани от DOS промпта. Тези ботове се бият сравнително добре срещу играча като по този начин създават усещането за истинска мрежова игра в случай, че играча няма достъпна връзка с мрежата. Също могат да се използват за тестване по време на създаване на карти.

### EDuke
След отварянето на програмния код на Doom през 1997, много хора от мод общността започват да мечтаят за такова отваряне на програмния код и от 3D Realms. Последната значима игра използвала програмния код на Duke Nukem 3D е била WWII GI на Team TNT през 1999. Нейният програмист Матю Сийтлър, силно се разпростира върху скриптовия език използван от модерите за да промени много аспекти на играта.
Сийтлър показва, че иска все повече да разшири скриптовия език на WWII GI, и скоро след това се съгласява да направи нововъведенията достъпни и за Duke Nukem 3D със съгласието на 3D Realms.
3D Realms одобряват проекта. Сийтлър бил основния програмист и работел с няколко мод автора по новата добавка, която трябвало да придвижи версията на Duke Nukem 3D до v2.0 и да се казва EDuke (Enhanced Duke Nukem 3D).
EDuke е издаден като конфигурационен пакет за Atomic Edition на 28 юли 2000 и включва демо мод създаден от няколко бета тестери. Демонстрацията включва нови секторно базирани ефекти, спрайт базирани асансьори, стълби, фонтан с отскачащи частици, персонален телепорт и някои сложни полупрозрачни водни ефекти.

### Duke Caribbean: Life's a Beach
Това е добавка разработена от Sunstorm Interactive. Дюк си почива на тропически остров, когато открива, че извънземните си имат тяхна собствена „ваканция“. В тази неофициална добавка е представена слънчева карибска атмосфера и тематиката се състои от плажове, ваканционни хотели и модификации от оригиналния реквизит на Duke Nukem 3D, пригодени за да подхождат на слънчевото настроение. Нивата са създадени от Чарли Уийдърхолд, който по-късно е назначен в 3D Realms за работата по Duke Nukem Forever, предстоящото продължение на Duke Nukem 3D.

### Duke it out in D.C.
Президентът Бил Клинтън е пленен от извънземните, и спасяването му зависи от Дюк. Пакета включва нива, базирани на действителни места от реалния свят, като Белия дом, щаб квартирата на ФБР, музея Смитсониън, паметника на Вашингтон и други места във Вашингтон (Окръг Колумбия). Тази игра също е разработена от Sunstorm. Пакетът са счита за неофициален, но е включен в официалната компилация наречена Duke Nukem: Kill-A-Ton Collection чрез бизнес сделка с 3D Realms.

### Duke: Nuclear Winter
За разлика от предишния пакет, този е разработен от Simply Silly Software. Чрез мозъчен контрол над Дядо Коледа извънземните причиняват беди по Земята. Няколко от нивата се развиват около Северния полюс. Понякога тази игра е била критикувана заради преизползването на съдържание от оригиналната игра.

### Duke Xtreme
Duke Xtreme е добавка разработена от Sunstorm и съдържа 50 нива. Понякога играта е била критикувана заради множеството технически проблеми.

### Duke!ZoneI и II
Продукт наречен Duke!ZONE бил продаден от WizardWorks Software и имал над 500 нива създадени от фенове на Duke Nukem 3D. WizardWorks по-късно създали добавка наречена Duke!ZONE II, която съдържала три епизода по собствен дизайн.